# Dominik Čertov
Dominik Čertov (* 5. Oktober 1994 in Klagenfurt) ist ein österreichischer Gewichtheber.

## Leben
Dominik Čertov verbrachte seine Kindheit auf dem Bergbauernhof seiner Familie in der zweisprachigen Gemeinde Zell/Sele in Kärnten. Er wuchs zweisprachig auf und ist eng mit der slowenischen Kultur Kärntens verbunden.
Mit 25 Jahren entdeckte Čertov seine Leidenschaft für das Gewichtheben und schloss sich dem Verein  SK Voest Linz an.
2021 wechselte er zum niederösterreichischen Verein AKH Vösendorf, für den er auch heute noch aktiv ist.

## Erfolge
Dominik Čertov ist dreifacher Österreichischer Staatsmeister in seiner Gewichtsklasse und stellte einen nationalen Rekord im Reißen auf.
Bei der Europameisterschaft 2023 in Jerewan nahm er in der Gewichtsklasse bis 81 kg teil. Er belegte den 13. Platz mit einer Zweikampfleistung von 301 kg (135 kg Reißen, 166 kg Stoßen).
Die Europameisterschaft 2024 (in Sofia, Bulgarien) bestritt er in der Gewichtsklasse bis 89 kg. Auch dort belegte er den 13. Platz, jedoch mit einer Zweikampfleistung von 307 kg (141 kg Reißen, 166 kg Stoßen).
| Personendaten    | Personendaten                 |
| ---------------- | ----------------------------- |
| NAME             | Čertov, Dominik               |
| KURZBESCHREIBUNG | österreichischer Gewichtheber |
| GEBURTSDATUM     | 5. Oktober 1994               |
| GEBURTSORT       | Klagenfurt                    |